# Daniel Giles Sullivan
Daniel Giles Sullivan (ur. 18 lipca 1882 w Waltham, zm. 8 kwietnia 1947 w Wellington) – nowozelandzki polityk, należał do Partii Pracy. Startował do wyborów z okręgu Avon, do parlamentu należał od roku 1919 do 1947. W latach 1935–1947 był Ministrem Kolei Nowej Zelandii. W latach 1931–1936 pełnił funkcję burmistrza Christchurch, jednego z największych miast Nowej Zelandii.